# Prêmio Multishow de Música Brasileira 2013
O Prêmio Multishow de Música Brasileira 2013 foi realizado no dia 3 de setembro de 2013 e transmitido ao vivo do Arena Multiúso no Rio de Janeiro pelo canal Multishow. A cerimônia foi apresentada por Ivete Sangalo e Paulo Gustavo. Neste ano criou-se uma categoria nova chamada 'Nova Canção'  com 23 selecionados.

## Indicados
| Categoria       | Vencedor                       | Indicados |
| --------------- | ------------------------------ | --- |
| Melhor Cantor   | Luan Santana                   | Thiaguinho Xande Luan Santana Di Ferrero Fiuk |
| Melhor Cantora  | Ivete Sangalo                  | Ivete Sangalo Paula Fernandes Cláudia Leite Ana Carolina Marisa Monte                                                                                           |
| Melhor Grupo    | Sorriso Maroto                 | Restart Chiclete com Banana Sorriso Maroto Revelação O Rappa |
| Melhor Música   | Thiaguinho - "Buquê de Flores" | Cláudia Leitte - "Largadinho" Thiaguinho - "Buquê de Flores" Luan Santana - "Te Vivo" Ana Carolina - "Combustível" Ivete Sangalo - "Dançando"                   |
| Melhor Show     | Paula Fernandes                | Ivete Sangalo Paula Fernandes Luan Santana Caetano Veloso Naldo Benny                                                                                           |
| Experimente     | Oba Oba Samba House            | Lia Sophia P9 Sambô Roberta Campos Oba Oba Samba House |
| Música-Chiclete | Anitta - "Show das Poderosas"  | Munhoz e Mariano - "Camaro Amarelo" Mc Koringa - "Dança Sensual" Gusttavo Lima - "Gatinha Assanhada" Anitta - "Show das Poderosas" Turma do Pagode - "Lancinho" |

### Indicados Júri Especializado[4]
| Categoria            | Vencedor                             | Indicados |
| -------------------- | ------------------------------------ | --- |
| Novo Hit             | Mahmundi - "Calor do Amor"           | Mahmundi - "Calor do Amor" Rodrigo Amarante - "Maná" Bonde das Maravilhas - "Quadradinho de Borboleta"               |
| Versão do Ano        | Barbará Eugênia - "Por Que Brigamos" | Barbará Eugênia - "Por Que Brigamos" Silva - "Mais Feliz" Metá Metá - "Let's Play That"                              |
| Clipe do Ano         | Anitta - "Show das Poderosas"        | Anitta - "Show das Poderosas" Banda Tereza - "Sandau" Apanhador Só - "Despirocar"                                    |
| Música Compartilhada | Metá Metá - "MetaL MetaL"            | Metá Metá - "MetaL MetaL" Real da Rima - "Ainda Bem Que Segui As Batidas do Meu Coração" Karol Conká - "Batuk Freak" |

### Indicados Superjúri[5]
| Categoria         | Vencedor                                                        | Indicados                                                                                      |
| ----------------- | --------------------------------------------------------------- | ---------------------------------------------------------------------------------------------- |
| Artista Revelação | Karol Conka                                                     | Anitta Clarice Falcão Karol Conka Strobo                                                       |
| Melhor Show       | Caetano Veloso - "Abraçaço" e Gang do Eletro - "Gang do Eletro" | Baby do Brasil - "Baby Sucessos" Caetano Veloso - "Abraçaço" Gang do Eletro - "Gang do Eletro" |
| Melhor Disco      | Guilherme Arantes - "Condição Humana"                           | Caetano Veloso - "Abraçaço" Guilherme Arantes - "Condição Humana" Metá Metá - "MetaL MetaL"    |

### Categoria Nova Música
| Vencedor                  | Finalistas                                                                                      | Segunda Fase | Primeira Fase |
| ------------------------- | ----------------------------------------------------------------------------------------------- | --- | --- |
| Silva - "Amor Pra Depois" | Wado - "Palavra Escondida" Lucas Santtana - "Now No One Has Anything" Silva - "Amor Pra Depois" | Lucas Santtana - "Now No One Has Anything" O Terno / Tim Bernades - "Harmonium" Wado - "Palavra Escondida" Felipe Cordeiro / Manoel Cordeiro - "Louco Desejo" Marcelo Frota / Wado - "Roda" Lugar Pra Dois - "Letuce" Silva - "Amor Pra Depois" Pedro Holanda - "Forró da Cinderela" Gitana Pimentel - "Pra Cima de Mim" Marcelo Ritter - "Mano Black" Lara & Laís - "Pretexto" Intenção Negra - "Notalgia" | Gitana Henriques Pimentel - "Pra Cima de Mim" Matheus Fraga Freitas - "Resistência" Pedro Holanda Mascarenhas - "Forró da Cinderela" Flávia Ellen Souza Costa - "Quase Sem Vergonha" Pin Böner e a Line - "If You Go" Daniel Castro Townes da Costa - "Cañamo" Lorena Conceição Costa Leite Rodrigues - "Esperando Você Me Notar" Bruno Negreiros Conceição - "Vida na Cena - Galope Riddim" Bianca Chami - "Meu Colchão" Iranir Cardoso Diniz - "Tanto Faz" Nayara GomesBentes - "Dói" Eric Francis Mendonça de Castro Maia - "Meu Fusquinha" Leandro de Araujo Dias - "BR 116" Marcelo Ritter dos Santos - "Mano Black" Felipe do Nascimento - "Nostalgia" Ronney Figueiredo Araújo - "Assim Pode Ser" Sensível Nina - "Tempestade e Bar" Karyme Stadler Hass - "Barra da Saia" Bruno Qualhareli Nunnes - "Tecnologia" Lara Novaes Goulart Barbosa - "Pretexto" Gabriel Galache da Costa - "Máscara" Isabella de Salignac Esperança - "Someone Like Me" Rafael Oliveira Decarli - "Morphine" |

### Prêmio Mais Mais
- Michel Teló

## Shows
| Shows do PMMB 2013                          |
| ------------------------------------------- |
| Anitta                                      |
| Ivete Sangalo                               |
| Marcelo D2 e ConeCrewDiretoria              |
| Naldo Benny                                 |
| Paula Fernandes e Zezé di Camargo e Luciano |
| Sorriso Maroto                              |
| Thiaguinho e Péricles                       |
| Caetano Veloso e Emicida                    |
| Skank                                       |
| Silva, Lucas Santtana e Wado                |